# Metamecyna flavoapicalis
Metamecyna flavoapicalis là một loài bọ cánh cứng trong họ Cerambycidae.